# Network Access Server

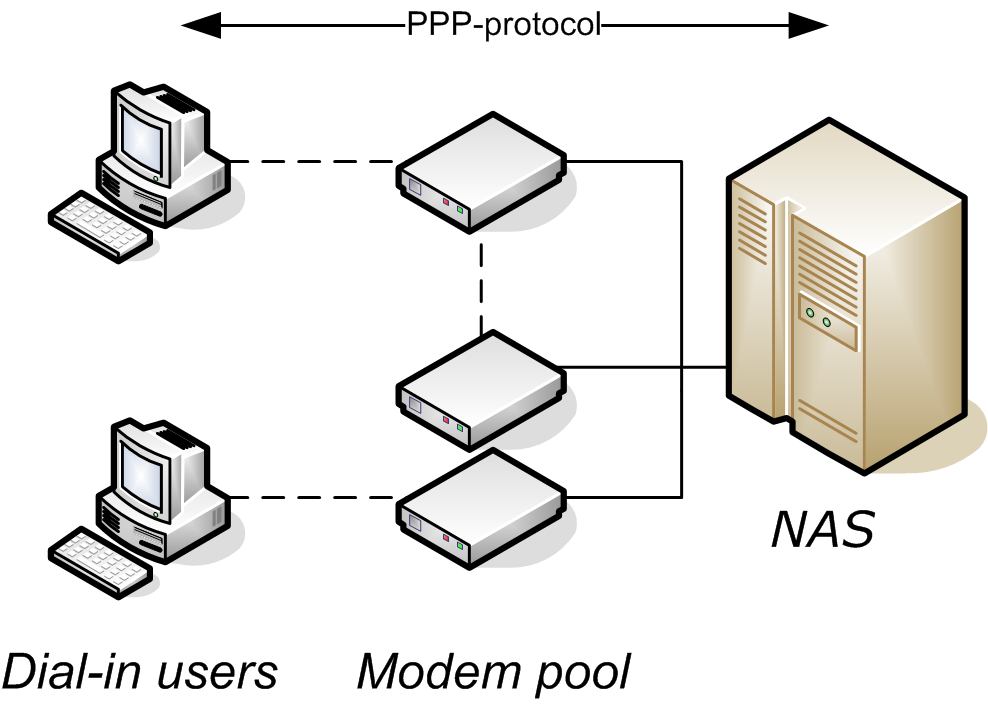
Rete con NAS

Un Network Access Server (NAS) è un singolo punto di accesso ad un dispositivo remoto.

## Caratteristiche
Un NAS funziona come un  gateway per limitare gli accessi ad un dispositivo protetto; può trattarsi sia di una rete telefonica, sia di stampanti, sia dell'accesso ad internet.
Il client si collega al NAS; a questo punto il NAS si collega ad un altro dispositivo chiedendo se le credenziali fornite dal client sono valide; sulla base della risposta che riceve il NAS autorizza o no l'accesso al dispositivo protetto.
Il NAS non contiene informazioni su quali client possono collegarsi o su quali siano le credenziali valide. Tutto ciò che fa il NAS è inviare le credenziali che il client ha fornito ad un dispositivo che sa come gestire tali credenziali.

## Esempi
Le caratteristiche sopra indicate si traducono in diverse implementazioni per diversi usi. Ecco alcuni esempi.
- Un Internet Service Provider che fornisce il servizio di rete mediante modem o dispositivi analoghi del tipo PSTN, DSL, rete cablata o GPRS/UMTS può avere uno o più dispositivi NAS che accettano connessioni PPP, PPPoE o PPTP, controllando le credenziali e registrando i dati di accesso tramite server RADIUS back-end, e permettendo agli utenti di accedere mediante quel collegamento.

- Un utilizzo esemplificativo è il meccanismo "captive portal" utilizzato da molti provider WiFi: l'utente vuole accedere ad internet. Apre il suo  browser. Il NAS capisce che quell'utente non è autorizzato ad avere accesso ad internet, e quindi il NAS chiede all'utente di digitare il suo username e la password. L'utente fornisce i dati richiesti e li invia al NAS. A questo punto il NAS usa il protocollo RADIUS per collegarsi ad un server AAA e gli dà l'username e la password. Il server RADIUS cerca tra le sue risorse e trova che le credenziali sono valide e notifica al NAS che può fare accedere l'utente (e quindi il NAS autorizza l'accesso ad internet).

- Un altro uso del NAS si ha con il VoIP. Comunque, invece di usare un username ed una password, spesso si usa un numero di telefono o un indirizzo IP: se il numero di telefono è valido, la chiamata può essere completata. Altri usi possono riguardare il caso in cui il numero di telefono ha un accesso a lunga distanza o se c'è una scheda telefonica con alcuni minuti rimasti.

## Protocolli associati
Anche se non è necessario, i NAS sono quasi esclusivamente usati con server AAA. Tra i protocolli AAA disponibili, RADIUS tende ad essere quello maggiormente utilizzato. Il protocollo base Diameter estende i servizi RADIUS fornendo un sistema di controllo degli errori e comunicazioni inter-dominio. Questo protocollo viene utilizzato in reti come IP Multimedia Subsystem (IMS).